# Казидерок
Казидерок (фр. Cazideroque) насеље је и општина у југозападној Француској у региону Аквитанија, у департману Лот и Гарона која припада префектури Вилнев сир Лот.
По подацима из 2011. године у општини је живело 237 становника, а густина насељености је износила 19,85 становника/km². Општина се простире на површини од 11,94 km². Налази се на средњој надморској висини од 150 метара (максималној 237 m, а минималној 80 m).

## Демографија
| 1962. | 1968. | 1975. | 1982. | 1990. | 1999. | 2011. |
| ----- | ----- | ----- | ----- | ----- | ----- | ----- |
| 227   | 261   | 227   | 223   | 244   | 264   | 237   |

График промене броја становника у току последњих година